# Génomique
La génomique est une discipline de la biologie moderne. Elle étudie le fonctionnement d'un organisme, d'un organe, d'une cellule, etc. à l'échelle du génome, au lieu de se limiter à l'échelle d'un seul gène.

La génomique se divise en deux branches : 
- La génomique structurale, qui se charge du séquençage du génome entier ;
- La génomique fonctionnelle, qui vise à déterminer la fonction et l'expression des gènes séquencés en caractérisant le transcriptome et le protéome.

La génomique est l'équivalent de la protéomique pour le protéome (ensemble des protéine d'une cellule) ou de la  métabolomique pour les métabolites, par exemple.

## Histoire
L'essor de cette discipline a été facilité par le développement des techniques de séquençage des génomes et la bio-informatique.
- en 1972, le premier véritable séquençage d'un génome est publié, avec la lecture de la séquence ARN du gène du virus bactériophage de Escherichia MS2[1].
- 24 avril 1996 : séquence complète du premier organisme eucaryote : la levure Saccharomyces cerevisiae, publié par un consortium de plus de 60 laboratoires, en majorité européens, sous la direction d'André Goffeau[2], ouvrant l'ère de la génomique des espèces.
- Cette nouvelle science a été très médiatisée au début du XXIe siècle, avec notamment la compétition entre différentes équipes scientifiques pour la publication de la première carte (très partielle) du génome humain, annoncée conjointement le 26 juin 2000 par Bill Clinton et Tony Blair, suivie en  2001 et 2003, par la première carte quasi-complète (manquait environ 8 % du génome).
- Depuis, un nombre croissant de génomes complets sont séquencés chez des espèces vivantes très différentes : le ver Caenorhabditis elegans en 1998, la mouche drosophile et la plante Arabidopsis thaliana en 2000 ou encore, le chien en 2005. En septembre 2007, une équipe menée par le biologiste et entrepreneur Craig Venter a publié le premier génome complet d'un individu qui se trouve être Craig Venter lui-même. Le génome du codécouvreur de la structure de l'ADN et ancien directeur du Projet génome humain, James Watson, a aussi été séquencé dans son intégralité à la même période.

## Utilité
Connaitre la séquence nucléotidique permet une multitude d'études :
- Exploration des fonctions associées aux gènes, aux variations alléliques et au polymorphisme génétique ;
- Reconstruction d'arbres phylogénétique d'espèces vivantes ;
- Analyse de l'histoire évolutive des êtres vivants en lien avec leur écosystème
- Compréhension de maladies liées aux gènes

## Génomique structurale
Cette branche de la génomique regroupe toutes les analyses de la structure des génomes (Ici « structure » est entendu au sens « organisation des génomes ») ; Les méthodes concernées sont donc le séquençage des génomes, l'identification des gènes, des séquences régulatrices, des séquences répétées, etc.

### Annotation des génomes
L'annotation des génomes est une analyse informatique des séquences obtenues lors du séquençage permettant d'identifier les séquences informatives des génomes.
Ces séquences sont principalement les gènes (on parle alors de prédiction de gènes).
La plupart de ceux-ci sont identifiés soit par leur similitude avec des gènes déjà connus, soit par une prédiction en fonction de la séquence (présence d'un cadre de lecture ouvert [ORF : 'Open reading Frame', séquence entre deux codons STOP] contenant un codon d'initiation de la traduction (ATG pour la majorité des eucryotes), puis au moins 100 codons et enfin un codon stop. Mais il existe aussi des « gènes morcelés » (contenant des introns) ou codant des ARN fonctionnels, ceux-ci doivent être prédit par des algorithmes différents.
Les gènes ne sont pas les seules cibles de l'annotation des génomes, il existe de nombreux autres types de séquences importantes dans les génomes ; les séquences régulatrices, les éléments transposables, etc.

## Génomique fonctionnelle
Une fois les génomes annotés, l'étape suivante sera la recherche de la fonction des séquences informatives identifiées. La génomique fonctionnelle peut être considérée comme de la génétique à « haut débit ». Les techniques utilisées seront comparables, mais généralement appliquées à un grand nombre de gènes en parallèle, cela peut par exemple être la création de mutants et l'analyse de leurs phénotypes pour toute une famille de gènes, ou l'analyse de l'expression de tous les gènes d'un organisme entier.

## Exemples de recherche en génomique

### en France
- Genoscope : Centre national de séquençage. Le Génoscope a mené la contribution française au projet international de séquençage du génome humain en séquençant le chromosome 14.
- Genoscreen : biotech française spécialisée en génomique, Genoscreen mène des programmes de recherche et développement, en partenariat avec des équipes de recherche académique, dans des travaux intéressant la santé humaine par la recherche de déterminants génétiques de pathologies neurodégénératives, et le développement de méthodes et d'outils moléculaires de typage et de caractérisation de micro-organismes pathogènes responsables de maladies infectieuses.

### en Europe
- Marine Genomics Europe : Ce réseau européen a pour but le développement de la génomique marine, de favoriser les échanges entre chercheurs dans ce domaine, mais aussi de développer des actions de vulgarisation.

### dans le monde
- Le projet Barcode of Life : Paul Hebert (Université de Guelph (Ontario)) a proposé[3] de constituer une sorte de bibliothèque[4] des espèces en utilisant des codes-barres génétiques identifiant potentiellement chaque espèce vivante connue à partir d'un marqueur (chez l'animal, une région de 648 paires de bases dans un gène (CO1) de l'ADN mitochondrial). Fin 2007, 160 organisations, de 50 pays, s'étaient associées à ce projet, la base de données comprenant déjà plus de 318 000 séries décrivant près de 33 900 espèces. Cette approche a des limites (confusions en cas d'hybridation ou si une espèce a divergé récemment, informations sur l'espèce, mais non sur sa position dans l'arborescence phylogénétique) mais présente un intérêt pour les besoins de traçabilité (aliments, dont les poissons souvent vendus sous des noms différents pour une même espèce), pour de nombreuses études en écologie, pour les industries biotechnologiques. Ce travail permet aussi de corriger des erreurs en taxinomie. Par exemple, un seul nom désignait en fait 3 espèces différentes de sangsues médicinales européennes (dont Hirudo medicinalis, Hirudo verbana)[5] susceptibles d'être commercialisées, alors qu'une seule a été bien étudiée pour ses propriétés.